# Mycomya nicothoe
Mycomya nicothoe är en tvåvingeart som beskrevs av Coher 1952. Mycomya nicothoe ingår i släktet Mycomya och familjen svampmyggor. Inga underarter finns listade i Catalogue of Life.